# USS LST-496
O USS LST-496 foi um navio de guerra norte-americano da classe LST que operou durante a Segunda Guerra Mundial.